# Lista de hortaliças
Esta é uma Lista de hortaliças. Alguns vegetais que são botanicamente frutos são considerados hortaliças no sentido culinário. Por isso aparecem neste artigo.
- Abacate
- Abóbora
- Abobrinha
- Acelga
- Agrião
- Aipo (ou salsão)
- Alcachofra
- Alface
  - Alface frisada ou crespa
  - Alface lisa
  - Alface repolhuda
  - Alface romana
- Alfafa
- Almeirão
- Aspargo
- Alho
  - Alho poró (Allium porrum)
- Berinjela
- Bertalha (Basella rubra)
- Brócolis
- Cebola
  - Cebola-roxa
- Chicória
- Chuchu (Sechium edule)
- Cogumelos (são fungos, não plantas)
  - Shiitake
- Couve
  - Couve-de-bruxelas
  - Couve-flor
  - Couve-galega
- Endívia
- Funcho
- Escorcioneira
- Espinafre
- Feijão e ervilha
  - Azuki
  - Brotos de feijão
  - Fava
  - Guandu
  - Lentilha
  - Feijão
  - Soja
  - Vagem
- Fruta-pão
- Jiló
- Maxixe
- Milho
- Pepino
- Pimentão
  - Pimenta-verde e Pimenta-vermelha
  - Jalapeño
  - Malagueta
  - Páprica
- Quiabo
- Ora-pro-nóbis
- Batata
- Batata-doce
- Beterraba
- Cenoura
- Gengibre
- Inhame
- Jícama
- Mandioca ou aipim (Manihot esculenta)
- Nabo
- Rabanete
- Rábano
- Repolho
- Rúcula
- Rutabaga
- Taioba (Xanthosoma sagittifolium)
- Tomate
- Mandioquinha ou batata-baroa
- Taro
- Vará